# Кулаков (струмок)
Кулаков (рос. Кулаков) — струмок в Росії у Ровенському районі Бєлгородської області. Правий доплив річки Айдар (басейн Азовського моря).

## Опис
Довжина ручаю приблизно 5,07 км, найкоротша відстань між витоком і гирлом — 4,85  км, коефіцієнт звивистості річки — 1,05 . Формується 1 загатою.

## Розташування
Бере початок на південно-східній стороні від села Саловка. Тече переважно на південній схід через село Айдар і у селі впадає у річку Айдар, ліву притоку Сіверського Дінця.

## Цікаві факти
- У минулому столітті на ручаї у селі Айдар існували 1 газголдер та 1 газова свердловина[1].